# Brendan et Trudy
Pour plus de détails, voir Fiche technique et Distribution.
Brendan et Trudy (When Brendan met Trudy) est une comédie de 2000 réalisée par l'Irlandais Kieron J. Walsh, sortie au Canada le 12 septembre 2000 au Festival international du film de Toronto  et en France le 18 juillet 2001.

## Fiche technique
- Titre : Brendan et Trudy
- Titre original : When Brendan Met Trudy
- Réalisation : Kieron J. Walsh
- Scénario : Roddy Doyle
- Musique : Richard Hartley
- Photographie : Ashley Rowe
- Montage : Scott Thomas
- Production : Lynda Myles
- Société de production : BBC Films, Collins Avenue, Deadly Films et Raidió Teilifís Éireann
- Pays :  Royaume-Uni et  Irlande
- Genre : Comédie romantique
- Durée : 95 minutes
- Dates de sortie : 
  - Canada : 12 septembre 2000 (festival international du film de Toronto)
  - Irlande : 9 mars 2001
  - France : 18 juillet 2001

## Distribution
- Peter McDonald : Brendan
- Flora Montgomery : Trudy
- Marie Mullen : Mother
- Pauline McLynn : Nuala
- Don Wycherley : Niall
- Maynard Eziashi : Edgar
- Eileen Walsh : Siobhan
- Barry Cassin : Headmaster
- Niall O'Brien : Judge
- Rynagh O'Grady : Lynn
- Ali White : Mary
- Julie Hale : Female Chorister
- Jack Lynch : Conductor
- Dr. Stewart : lui-même
- Robert O'Neill : Dylan
- Eoin Manley : Cyril
- George McMahon : James
- Sean Flanagan : Eric (comme Sean O'Flanagan)
- Pat Kinevane : Teacher 1
- Terry Byrne : Teacher 2
- Myles Horgan : Teacher 3
- Charlie Bird : lui-même
- Anne Cassin : Newsreader
- Harry Crosbie : Reporter
- Luke Boyle : Fiach
- William O'Sullivan : Oisin
- Jonathan White : Wig Man
- Philip Judge : Garda Spokesman
- Alicia O'Keefe : Young Woman at Filmhaus
- Kieron J. Walsh : Young Man at Filmhaus
- Berts Folan : School Caretaker
- Kevin Sharkey : Celtic Club
- Robbie Doolin : Security Man
- Keith McErlean : Garda 1
- Martin Murphy : Garda 2
- Frank O'Sullivan : Garda 3
- Nuala Kelly : Prison Officer 1
- Triona McGarry : Prison Officer 2
- Jim Corry : Prison Officer 3
- Ding Dong Denny O'Reilly : Pub Band
- Conor Evans : Doctor
- Patricia Martin : Mrs. O'Shaughnessy
- Susan Murray : Wings Woman #1
- Gail Kainswarren : Wings Woman #2
- Amelia Crowley : Bookshop Babe
- Robert Mack : Brendan and Trudy's Child
- James Mack : Brendan and Trudy's Child
- Coco Kenny : Brendan and Trudy's Child
- Francis Schurmann : Brendan and Trudy's Child
- Shauna Nugent : Brendan and Trudy's Child
- Gabriel Byrne : Special Appearance
- Antony Conaty : Mr.O' Shaughnessy
- Chris McHallem : Male Choristor